# Libnotes phaeozoma
Libnotes phaeozoma là một loài ruồi trong họ Limoniidae. Chúng phân bố ở miền Australasia.